# Maurice Serrus
Pour l’article homonyme, voir Serrus.
Maurice Serrus, né le 22 décembre 1944 à Pierrefeu-du-Var, est un footballeur français.

## Palmarès
- 1970 : Trophée des champions[1].